# Metastelma microgynostegia
Metastelma microgynostegia là một loài thực vật có hoa trong họ La bố ma. Loài này được Ponttiroli mô tả khoa học đầu tiên năm 1974.